# Филатовка (Липецкая область)
Фила́товка — село Панинского сельсовета Добровского района Липецкой области. 

## Название и статус
Ойконим  — по человеку с именем Филат.
Первоначально починок Фила́тов в  переписных книгах 1646 года .

## География
Стоит на правом берегу реки Воронежа. Чуть ниже в неё впадает река Кузьминка.

## История
Основана в начале 1640-х годов. В 1646 году  — владение боярина А. Н. Трубецкого.  В 1862 году в казённом селе насчитывалось 66 дворов с 437 жителями (215 мужского пола и 222 женского), функционировала мельница. В 1872 году на средства прихожан была построена холодная каменная церковь с двумя престолами. В 1911 году в селе насчитывалось 140 дворов и 889 человек населения (417 мужского пола и 472 женского), имелась одноклассная церковно-приходская школа. 
До 1987 года Филатовка входила в Малохомутецкий сельсовет.
В соответствии с решением Липецкого облисполкома от 16 февраля 1987 г. Малохомутецкий и Панинский сельсоветы объединены в один Панинский, куда вошла Филатовка.

## Население
| 2010 |
| ---- |
| 119  |

## Инфраструктура
В Филатовке есть православный приход Покровского храма.
Рядом с Филатовкой проходит нефтепровод «Дружба».

## Транспорт
Филатовка расположена на Чаплыгинском шоссе. 30 ноября 2007 года было открыто движение по объездной дороге вокруг села.